# Iglesia de San Juan Bautista (Talamanca de Jarama)
La iglesia de san Juan Bautista es una iglesia católica situado en Talamanca de Jarama, en la parte septentrional de la comunidad autónoma española de Madrid. Es la parroquia del citado municipio y depende eclesiásticamente de la Diócesis de Alcalá de Henares. La construcción integra diferentes estilos arquitectónicos, entre ellos el románico, presente en su ábside y en otros elementos del interior. Recibió la declaración de Monumento Histórico-Artístico el 3 de junio de 1931. 

## Historia y estilo
Fue levantada a finales del siglo XII o a principios del XIII en estilo románico. Del edificio original, se conserva sin transformaciones el ábside, sin duda el elemento de mayor interés artístico del conjunto, mientras que el cuerpo principal fue demolido en el siglo XVI y reconstruido siguiendo los gustos renacentistas de la época. 
Se trata de una de las cinco iglesias que llegó a tener la villa de Talamanca de Jarama durante la Edad Media y la única que ha llegado en uso hasta nuestros días. Las de Santa María de la Almudena, San Miguel y Santiago han desaparecido y de la de Los Milagros - previamente denominada Ermita de San Nicolás- solamente se mantienen en pie el ábside y el presbiterio, realizados en estilo románico-mudéjar.
La Iglesia de san Juan Bautista estuvo adscrita en el medievo al Arzobispado de Toledo, al que quedó vinculada la villa de Talamanca de Jarama tras la conquista cristiana de la actual Comunidad de Madrid. Pese a ello, su ábside refleja una clara influencia del románico segoviano, corriente que penetró fácilmente en la localidad, dada su situación en la vertiente meridional de la Sierra de Guadarrama, en la zona de influencia de la Comunidad de Villa y Tierra de Segovia.

## Arquitectura
El templo presenta un cuerpo principal de tres naves, un ábside en la cabecera y torre adosada. 

### Cuerpo principal
El cuerpo principal es renacentista. En los materiales de construcción, se combina mampostería, ladrillo y sillares de caliza, estos últimos sólo instalados en los esquinales y en la portada de poniente. Las cubiertas son de teja curva.
La citada portada presenta un sobrio aspecto clasicista, en la línea herreriana. Está conformada por un arco de medio punto, sobre el que hay instalado un frontón con hornacina, y está flanqueada a ambos lados por columnas. Existe otro acceso en la cara meridional, que se cubre con tejadillo, soportado por dos columnas.
Es posible que el templo primitivo constara de una única nave. En la reconstrucción efectuada en el siglo XVI, el cuerpo principal quedó estructurado en tres, separadas entre sí mediante dos arcos carpanales de gran luz.
El techo está integrado por un artesonado de estilo mudéjar, hecho en madera. En el interior del cuerpo principal, se conservan dos pilas de agua bendita del siglo XV y una estela sepulcral romana.

### Ábside
El ábside es semicircular y está construido en sillares rectangulares de piedra de caliza. Sus características arquitectónicas remiten inequívocamente a las pautas que triunfaron en los siglos XII y XIII en la ciudad de Segovia y en las comarcas aledañas. 
El románico segoviano se aprecia principalmente en la disposición vertical y horizontal de los muros, así como en los elementos ornamentales. El exterior de la estructura aparece dividido en cinco paños, mediante cuatro gruesas columnas, que parten de sus respectivos plintos y llegan hasta el alero. Una línea de imposta anilla el contorno por la base, añadiendo un elemento de horizontalidad al conjunto.
Desde el punto decorativo, el ábside presenta cornisas profusamente ornamentadas, soportadas mediante canecillos esculpidos, en los que se representan bestias mitológicas, como arpías y dragones. Entre los mismos se intercalan metopas con motivos geométricos y vegetales, en la línea de los templos románicos segovianos. 
La estructuración de los ventanales también se inspira en el citado estilo. Se abren en el paño central y en los laterales y quedan configurados por arcos de medio punto, coronados por arquivoltas planas con guardapolvos lisos. Estas descansan sobre columnillas con capiteles, labrados con relieves de inspiración vegetal.
En lo que respecta al interior, éste se corresponde con una fase tardía del románico, cuando comenzaron a difundirse los avances arquitectónicos cistercienses. Aspecto que se observa principalmente en el abovedamiento, consistente en una bóveda de horno, reforzada por seis nervios, que se apoyan en columnas adosadas a los muros.
Dentro del ábside se guarda una pila bautismal, posiblemente del siglo XIII, decorada con gajos y friso entrelazado. También se conservan restos de yeserías mudéjares y una talla de la Virgen de la Fuensanta, réplica de la escultura románica desaparecida durante la Guerra Civil.